# 170th Street (stacja metra na Concourse Line)
170th Street – stacja metra nowojorskiego, na linii B i D. Znajduje się w dzielnicy Bronx, w Nowym Jorku i zlokalizowana jest pomiędzy stacjami 174th–175th Streets i 167th Street. Została otwarta 1 lipca 1933.